# Бер, Николай Николаевич
Николай Николаевич Бер (1844, Саратов — 1904, Рязанская губерния) — чиновник Главного управления уделов, шталмейстер Высочайшего Двора, действительный статский советник.

## Биография
Родился 8 (20) мая 1844 года в Саратове. В 1862 году поступил в Императорский Санкт-Петербургский университет, но в следующем году стал учиться в Константиновском военном училище, а 8 февраля 1864 года был переведён в Николаевское военное училище. Выпущен 7 августа 1865 года корнетом в лейб-гвардии Гусарский Его Величества полк; с 27.3.1866 — поручик. В 29.1.1866—30.4.1867 — полковой квартирмейстер; с 17.4.1870 — штабс-ротмистр, 30 августа 1870 года был награждён орденом Св. Анны 3-й степени. Командовал 3-м эскадроном с 23.4.1871 по 13.5.1871; с 16.4.1872 — ротмистр. Был уволен от службы 21 сентября 1872 года.
Живя в Царском Селе, он близко сошёлся с Евгением Александровичем Лансере, известным скульптором-анималистом, на сестре которого он женился в 1876 году, несмотря на то, что мать его прочила ему более знатную невесту.
С 25 сентября 1872 года — мировой судья 5-го участка Сапожковского уезда Рязанской губернии, с 20 сентября 1876 года — почётный мировой судья Белгородского уезда Курской губернии (на трёхлетие до 1879 года).
В 1878 году получил от матери доставшуюся ей в наследство после смерти двоюродного брата Фёдора Васильевича Протасьева, четверть села Протасьев угол, в котором окончательно поселился со своей семьёй. Мемуары Михаила Алексеевича Бер описывают это так: «Николай Николаевич стал жить [в Протасьевом Углу] с 1880 или 81-го года. До этого он жил в своем имении „Нескучное“ в Харьковской губернии, гдe и родились старшие его дочери Надя и Зина. Имение это он продал брату жены Евгению Александровичу Лансере, известному скульптору-анималисту».
С 29 сентября 1880 года Н. Н. Бер — почётный мировой судья Сапожковского уезда Рязанской губернии. На должности участкового (либо почётного) судьи многократно переизбирался; с 15.12.1887 — участковый мировой судья этого уезда на очередное трёхлетие.
С 15 декабря 1887 года был определён на службу чиновником V класса (статский советник) для особых поручений при Министре Императорского двора и уделов. Министром двора с 1882 года был граф Илларион Иванович Воронцов-Дашков, бывший командир эскадрона, в котором служил Николай Бер. С 1 января 1889 года — действительный статский советник. В 1891—1901 гг. — чиновник для особых поручений.

За время своей службы в Уделах Николай Николаевич проявил большую энергию и предприимчивость. Он управлял имением Великого Князя Михаила Александровича (брата Государя) Островы Ченстоховского уезда Петроковской губернии. Положил много труда и впервые успешно начал орошение Мургаба в Туркестане на землях, принадлежащих Удельному ведомству. Рационально поставил лесные эксплуатации в Архангельской и Вологодской губерниях, где по его инициативе были построены лесопильные заводы. Постоянные разъезды, между прочим и в Лондон [для организации поставок северного леса — АБГ], которых требовало управление всеми этими имениями, не помешали ему вести своё хозяйство— Мемуары Михаила Алексеевича Бер. Машинопись. Семейный архив рода Бер. Великобритания.
В 1894 году после смерти матери унаследовал имение Строевское, и четверть имения Протасьев Угол в Рязанской губернии. В Рязанской губернии во владении Бера было всего родовых земель 922 десятин.

Фотопортрет Николая Николаевича Бер в Варшаве(1890-е)

Весной 1896 года был назначен заведующим устройством коронационных увеселений и зрелищ, в мае 1896 года — председатель комиссии по организации торжеств по случаю коронации Николая II. После трагедии на Ходынском поле имел много неприятностей, испытывал чувство вины, хоть и не был виноват (обеспечение порядка на Ходынском поле не входила в его обязанности). После Ходынки здоровье его было полностью подорвано, он утратил интерес к родным, к жизни вообще. Хозяйство его пришло в упадок. Всем распоряжались дочери.
С 1901 года — шталмейстер Высочайшего Двора.
Умер 22 сентября (5 октября)  1904 года в имении Протасьев Угол. Похоронен в Петербурге на Новодевичьем кладбище (Левая часть, уч. 1).

## Награды
Был награждён многими российскими и иностранными орденами:
российские
- орден Св. Анны 3й степени (1870)
- орден Св. Владимира 3-й степени (1891)
- орден Св. Станислава 1-й степени (1894)
- орден Св. Анны 1-й степени (1898)

иностранные
- орден Короны Румынии, большой офицерский крест (1896)
- большой крест ордена Саксен-Эрнестинского дома (1896)
- командорский крест ордена Заслуг герцога Петра-Фридриха-Людвига (1897)
- болгарский орден «За гражданские заслуги» 2-й степени (1897)
- китайский орден Двойного дракона 3-й степени (1897)
- сиамский орден Белого слона 2 класса (1897)
- большой крест баденского ордена Церингенского льва (1897)
- японский орден Священного сокровища (1898)

### Семья
Жена — Мария Александровна Лансере (1849—1932), сестра известного скульптора Евгения Александровича Лансере и дочь статского советника Людвига Пауля (Александра Павловича) Лансере (1815—1869), сына майора наполеоновской армии Пауля Лансере, получившего русское подданство, и Элеоноры Антоновны Яхимовской (1824—1856).
Дети:
- Надежда Николаевна Бер (29.9.1876 — 14.03.1920) замужем за троюродным братом Михаилом Алексеевичем Бер
- Зинаида Николаевна Евреинова (23.7.1878 — 16.1.1957)
- Ксения Николаевна Геринг (1883 — 30.09.1952)
- Елена Николаевна (25.09.1884 — 1941).

## Мемуары о нем
«Николай Николаевич Бер был очень высокого роста, плечистый, некрасивый. Он был умный, живой, начитанный и культурный человек и считался вольнодумцем, как в политических, социальных и религиозных взглядах, так и в воспитании своих детей».
28 апреля 1892 г. как чиновник особых поручений при министре двора, он приезжал к земскому начальнику Рязанской губернии И. Н. Мордвинову для выяснения вопроса о снабжении продовольствием голодающего населения. Побывав на хуторе Мордвинова Утес, в двух верстах от Бегичевки, где остановился Л. Н. Толстой, Бер проехал оттуда в Бегичевку, чтобы познакомиться с Толстым. Толстой пишет по этому поводу: «Я получил нынче от бывшего у нас Бера, посланного в Рязанск[ую] губ[ернию] от Комитета наследника, обещание денег на вагон семени и теперь посылаю в Орел за этим В. И. Скороходова».
В 1902 году справочник «Вся Россия» упоминает, что село Протасьев Угол «замечательно по находящемуся здесь обширному конскому заводу (арденской и першеронской породы 44 матки), принадлежащему Н. Н. Беру».

Начало конскому заводу положили несколько кобыл, купленных Н. Н. Бером у Великого Князя Николая Николаевича в его имении «Пернове» в Тульской губернии. Восемь кобыл были типа першеронов, очень крупные и породистые. На заводе Князя Вяземского была приобретена другая часть лошадей; оттуда же был заводчик Арденской породы.
При жизни Николая Николаевича завод этот стоял на большой высоте и лошади продавались в очень выгодных условиях (500—600 рублей). Завод был зарегистрирован в Главном Управлении Коннозаводства; велся правильный студбук (книга по учету жеребцов) и каждая лошадь снабжалась аттестатом. Два-три очень удачных экэемпляра были получены от 3/4 кровного английского жеребца и першеронских кобыл; получились прекрасные экипажные лошади, достаточно массивные и вместе с тем обладающие резвостью и энергией. Завод этот был любимым детищем дяди Коли— Мемуары Михаила Алексеевича Бер. Машинопись. Семейный архив рода Бер. Великобритания.